# Bonne fête maman
Singles de Mireille Mathieu
La Première Étoile
(1969) Mon bel amour d'été
(1969)
 Bonne fête maman  est un 45 tours spécial sorti en 1969 regroupant quatre chansons pour la fête des mères interprétées par Mireille Mathieu.
Le 45 tours connut 2 pochettes différentes en 1969. Un disque pour la fête des mères fut de nouveau édité en 1976 contenant en face A Madame Maman et en face B Maman ce soir tu as 20 ans.